# Valdehijaderos
Valdehijaderos – gmina w Hiszpanii, w prowincji Salamanka, w Kastylii i León, o powierzchni 11,75 km². W 2011 roku gmina liczyła 87 mieszkańców.